# 2014–2015-ös MOL Liga
A MOL Liga hetedik szezonját három országból nyolc részt vevő klubbal rendezik meg. Újonc csapat a Debreceni Hokiklub. Az alapszakasz 2014. szeptember 19-től 2015. február 1-ig tart. A rájátszásokra (negyeddöntők, elődöntők, döntő) pedig 2015. február 10. és március 21. között került sor.

## Résztvevők
| - Dab.Docler (Dunaújváros) - Ferencvárosi TC (Budapest) - Miskolci Jegesmedvék (Miskolc) - HSC Csíkszereda (Csíkszereda) | - ASC Corona Braşov (Brassó) - Újpesti TE (Budapest) - Debreceni Hoki Klub (Debrecen) - HK Nové Zámky (Érsekújvár) |

| HSC Csíkszereda ASC Corona Braşov Debreceni Hoki Klub Dab.Docler Ferencvárosi TC Újpesti TE Miskolci Jegesmedvék HK Nové Zámky |

## Lebonyolítás
A nyolc csapatosra bővült ligának gyökeresen megváltozott a lebonyolítási rendje. A 42 fordulós alapszakaszban minden klub három oda-vissza kört játszik egymással (háromszor otthon és háromszor idegenben), összesen 168 mérkőzés kerül lebonyolításra. A mezőny növekedésével megváltozik a rájátszás lebonyolítása, amelyben a korábbi néggyel szemben hat csapat vesz részt. Újdonság, hogy miközben az alapszakasz két legjobbja automatikusan az elődöntőbe kerül, a harmadik helyezett a hatodikkal, a negyedik pedig az ötödikkel két nyert mérkőzésig tartó negyeddöntőt játszik a további két kiadó elődöntős helyért.